# Krîjanivka, Hmilnîk
Krîjanivka (în ucraineană Крижанівка) este localitatea de reședință a comunei Krîjanivka din raionul Hmilnîk, regiunea Vinnița, Ucraina.

## Demografie
Componența lingvistică a localității Krîjanivka
     Ucraineană (97,14%)
     Rusă (2,86%)
Conform recensământului din 2001, majoritatea populației localității Krîjanivka era vorbitoare de ucraineană (97,14%), existând în minoritate și vorbitori de rusă (2,86%).